# Nectandra krugii
Nectandra krugii är en lagerväxtart som beskrevs av Carl Christian Mez. Nectandra krugii ingår i släktet Nectandra och familjen lagerväxter. IUCN kategoriserar arten globalt som starkt hotad. Inga underarter finns listade i Catalogue of Life.